# ゴヤ (お笑いコンビ)
ゴヤは、かつて吉本興業東京本社に所属していた日本のお笑いコンビ。NSC東京校25期。2022年12月解散。

## メンバー
やまじ（1995年12月30日 - ）（29歳）
ネタ作成および主にツッコミ担当、立ち位置は向かって右。
- 本名は、山路 亮太郎（やまじ りょうたろう）。身長173 cm、体重78 kg。血液型A型。
- 広島県福山市出身。広島県立福山誠之館高等学校卒業。早稲田大学教育学部中退。
- 眼鏡を掛け、舞台衣装ではストライプ柄のセットアップスーツを着用している。
- 愛煙家である。
- 趣味は、地図をとにかく見続けること、サウナ。
- 特技は、完全論破（どんなお題でも）。
- コンビ解散後は構成作家として活動。

Bりょう（びーりょう、1994年12月5日 - ）（30歳）
主にボケ担当、立ち位置は向かって左。
- 本名は、佐藤 遼（さとう りょう）。身長172 cm、体重73 kg。血液型B型。
- 山形県酒田市出身。山形県立酒田西高等学校卒業。早稲田大学文化構想学部卒業。
- ｢Bりょう」という芸名は、小学生時代からのあだ名が元になっている。小学5年生の時に同姓同名の同級生がいたため、区別を付けるために血液型と名前を組み合わせて呼び分けたことから、｢Bりょう」と呼ばれるようになった。
- 舞台衣装ではストライプ柄のベストとベージュのパンツを着用している。
- ｢シャークりょう」というピン芸がある。
- 趣味は、古着屋めぐり、銭湯、お酒のアテ作り。
- 特技は、ギャル知識、世界のありそうな料理を言えること。

## 来歴
早稲田大学のお笑いサークル「お笑い工房LUDO」出身。在学時に「待機児童」というコンビを組み、大学お笑いの大会などに参加していた。お笑い活動をしている大学生として、文化放送のラジオ番組や、AbemaTV（現・ABEMA）などのインターネット配信番組に出演したこともある。
2019年、NSC在学時にコンビ名を「ゴヤ」に改めた。
2020年2月、NSC卒業ライブにて優勝。優勝特典として同年8月、初の単独ライブ「チューバック」を行った。
プロデビュー後、2021年4月までは神保町よしもと漫才劇場のBクラス（風クラス）に所属し活動。
2021年4月18日に同劇場で行われたサバイバルバトルの結果により、翌月からはオーディションメンバーとして駿河台下スタジオの舞台に出演していたが、同年6月5日に行われたサバイバルバトルの結果を受け、再び劇場メンバーとなった。
同年末の『おもしろ荘』に向けた出演選考では、最終オーディションまで進出。
2022年12月、年内を以て解散する予定であることを発表。同月30日に解散。

## エピソード
- お笑い工房LUDOでは、やまじは第17代幹事長、Bりょうは副幹事長を務めていた[31][32][33]。
- 旧コンビ名の「待機児童」は、サークルの先輩からの命名である[4]。基本的には「待機児童」の名前で活動していたが、少々マイナスイメージのある名前のため、M-1グランプリ等の賞レースやラジオ番組などに出る際は「バッハ」や「神楽」と名乗り[3][5][6]、他にも会場や状況などに合わせて複数のコンビ名を使い分けていた[注 2]。
- ワタナベエンターテインメントのゼンモンキーのメンバーであった荻野将太朗は、サークルの同期であり、芸人としても同期に当たる。サークル在籍時、やまじは荻野とのコンビ「ザザ」を組み、更にBりょうと他2名を加えた5人組ユニット「スペースゴジラ」を組んだこともあった[36][37]。
- 共に『天才てれびくん』シリーズの根強いファンであり、そういった共通点があったことで意気投合したと述べている。NSC大ライブ優勝時の取材でも、芸人としての将来の目標を聞かれた際には「子ども番組のMCをすること、特に『天才てれびくん』に出たい」と回答した[15][38]。以後も目標や夢を聞かれる場面では、同様の回答をし続けている。また、単独ライブのタイトルも、てれび戦士の名前にちなんで付けている（#主要なライブ・イベントを参照）。第2回単独ライブのタイトルを「レイシー兄弟」と付けたところ、タイトルの元になったレイシー兄弟の弟・千秋レイシーの目に留まり、Twitter上でコメントが寄せられた[39]。
- NSC東京校への入学を決めた理由として、令和ロマンの髙比良くるまから助言を受けたことを挙げている[40]。
- コンビ名「ゴヤ」の由来となったのは、スペインの画家フランシスコ・デ・ゴヤおよび同国の映画賞ゴヤ賞である[10][41]。｢端的に覚えてもらえるように短い名前にした」と述べており、他の改名案には「スマフォ」などがあった[41]。

## 芸風
主に漫才。コントも行う。
NSC大ライブでは、Bりょうが飲食店の店員やおばさんなどの役になり切ってボケを連発するスタイルのコント漫才を披露した。
結成当初からしばらくの間はやまじがツッコミ、Bりょうがボケを担当していたが、2021年10月頃からやまじがボケ、Bりょうがツッコミを担当するネタも行うようになった。
時に歌ネタ（リズムネタ）を行うこともある。

## 出囃子
- Parov Stelar『Booty Swing』[45]

## 賞レース等での成績

### M-1グランプリ
| 年度             | 結果      | エントリー No. | 会場                   | 日程     | 備考                                 |
| ---------------- | --------- | -------------- | ---------------------- | -------- | ------------------------------------ |
| 2017年（第13回） | 1回戦敗退 | 3363           | 新宿シアターブラッツ   | 9月12日  | アマチュア時代に「バッハ」として参加 |
| 2018年（第14回） | 1回戦敗退 | 3263           | 新宿シアターモリエール | 9月25日  | アマチュア時代に「神楽」として参加   |
| 2019年（第15回） | 2回戦進出 | 1080           | 雷5656会館ときわホール | 10月16日 |                                      |
| 2020年（第16回） | 2回戦進出 | 1317           | よしもと有楽町シアター | 10月31日 |                                      |
| 2021年（第17回） | 2回戦進出 | 1544           | 雷5656会館ときわホール | 10月18日 |                                      |
| 2022年（第18回） | 2回戦進出 | 671            | 雷5656会館ときわホール | 10月18日 |                                      |

### キングオブコント
| 年度             | 結果      | 会場         | 日程    |
| ---------------- | --------- | ------------ | ------- |
| 2020年（第13回） | 2回戦進出 | 南大塚ホール | 7月30日 |
| 2021年（第14回） | 2回戦進出 | 南大塚ホール | 7月21日 |
| 2022年（第15回） | 2回戦進出 | 南大塚ホール | 8月3日  |

### その他
- 2018年 第1回学生芸人発掘ライブ「HIKIGANE -ヒキガネ-｣ - 1位[52][53]
- 2018年 第2回学生芸人発掘ライブ「HIKIGANE -ヒキガネ-｣ 夜の部 - 1位[54]
- 2018年 NOROSHI2018 - 決勝進出[55]
- 2019年 NOROSHI2019 - 決勝進出、審査員賞受賞[注 5][56]
- 2020年 NSC大ライブTOKYO 2020 - 優勝[7]
- 2022年 R-1グランプリ2022 - 1回戦敗退（Bりょう）[57]

## 出演

### テレビ
- 沼にハマってきいてみた（NHK Eテレ、2019年2月25日） - やまじのみ（マヂカルラブリーを推薦するメンバーの一員として出演）
- 超逆境クイズバトル!! 99人の壁（フジテレビ、2021年4月10日[58][59][60]） - ジャンル「吉本芸人」でブロッカーである小菅マネジャーの応援芸人として出演

### ラジオ
パーソナリティ担当
- ゴヤのラジホテル（stand.fm、2021年1月11日 - 2022年12月11日） - 全100回
  - stand.fm内では99回（2022年12月4日更新）まで放送。第100回目は公開収録イベントとして開催（#主要なライブ・イベントを参照）。

- 狛江9番街ラヂオ（狛江ラジオ放送、2021年11月4日、11月18日） - やまじのみ、なかむらしゅん（9番街レトロ）の代打として

### 配信番組
不定期出演
- 疑心暗鬼大喜利バトル「滑狼」〜ニコニコゲート〜（ニコニコ生放送、2021年3月18日、8月17日、12月23日、2022年4月28日、7月22日）
  - 疑心暗鬼大喜利バトル「滑狼」〜ビギナーズゲート〜 NSC特別版（YouTube、2020年9月11日）

- 吉本ガチ人狼（YouTube、2021年8月3日 - 2022年2月10日） - やまじのみ
- バスを待ちながら（YouTube、2022年4月29日、5月13日、6月17日）

### 雑誌
- 『BRUTUS』2021年6月15日号 No.940（マガジンハウス、2021年6月1日発売）JAN 4910277530611 [75]

## 主要なライブ・イベント
単独ライブ
- 2020年8月3日 - ゴヤ初単独ライブ「チューバック｣（神保町よしもと漫才劇場）
- 2022年4月21日 - ゴヤ単独ライブ「レイシー兄弟｣（神保町よしもと漫才劇場）

番組イベント
- 2022年12月12日 - 「ゴヤのラジホテル100号室」最終回公開収録（A Talk Club WOOFER）